# سیارک ۴۲۴۰۳
سیارک ۴۲۴۰۳ (به انگلیسی: 42403 Andraimon، نامگذاری:6844P-L) چهل و دو هزار و چهارصد و سومین سیارک کشف شده‌است که در ۲۴ سپتامبر ۱۹۶۰ کشف شد.